# Anguloa
Die Gattung Anguloa gehört zur Pflanzenfamilie der Orchideen (Orchidaceae). Die etwa neun Arten sind im nordwestlichen Südamerika verbreitet. Aufgrund der Gestalt der Blüten werden sie im deutschen Sprachraum auch Tulpenorchideen genannt.

## Beschreibung

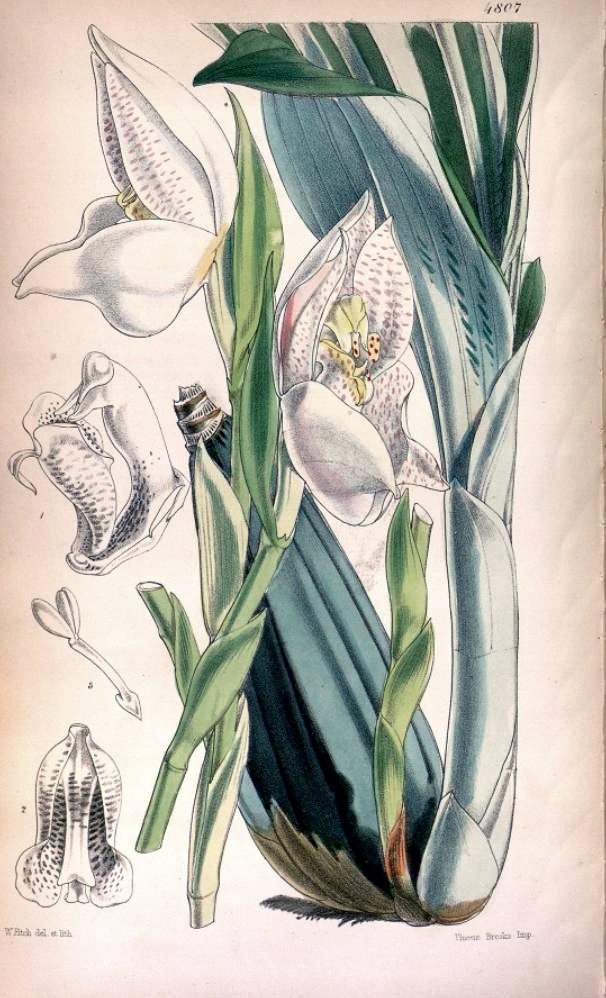
Illustration von Anguloa uniflora

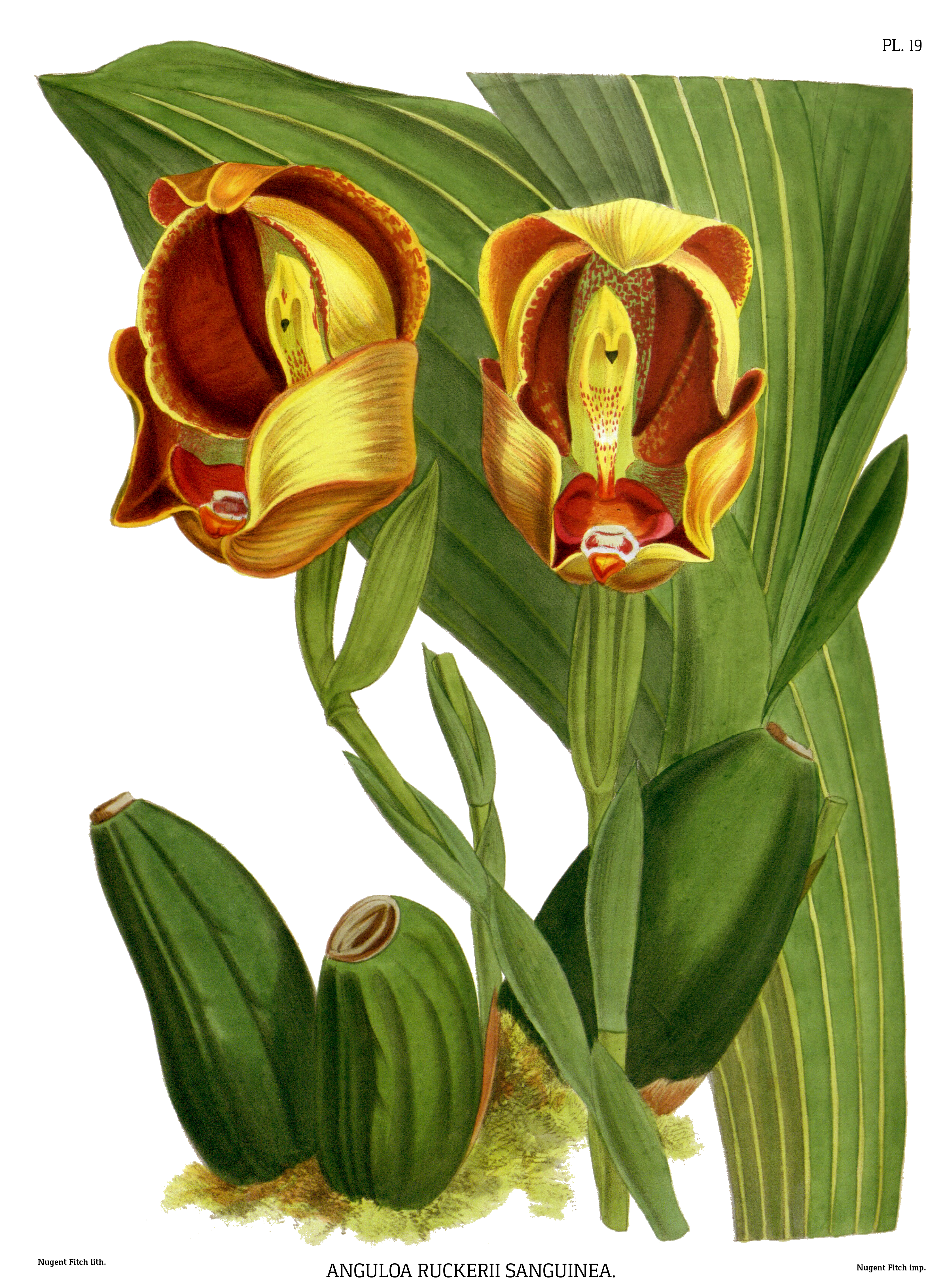
Illustration von Anguloa hohenlohii var. hohenlohii

### Vegetative Merkmale
Anguloa-Arten wachsen als ausdauernde krautige Pflanzen. Alle Anguloa-Arten bilden an einem kriechenden Rhizom in kurzem Abstand Pseudobulben. Die Pseudobulben sind bei einer Länge von bis zu 20 Zentimetern oval und seitlich etwas abgeflacht mit mehreren undeutlichen seitlichen Graten; sie bestehen aus einem einzigen Internodium. Rhizom und Pseudobulben sind von Niederblättern umgeben, am oberen Ende der Pseudobulben sitzen je drei Laubblätter. Die bis zu 1 Meter langen Laubblätter sind plikat (gefaltet), mit deutlich auf der Unterseite sichtbarer Nervatur. Sie laufen an der Basis stielartig aus.

### Generative Merkmale
Der Blütenstand erscheint seitlich aus der Basis der Pseudobulben und trägt nur eine Blüte.
Die resupinierten Blüten sind fleischig oder wachsartig und relativ groß. Die zwittrigen Blüten sind zygomorph und dreizählig. Die Blütenhüllblätter sind weiß, rosafarben oder gelb. Die drei Sepalen sind glockenförmig zusammengeneigt und umschließen die Petalen. Die beiden seitlichen Sepalen sind mit der Säule zu einer kleinen sackartigen Vertiefung verwachsen. Die Lippe ist dreilappig, am Grund gelenkig mit der Säule verwachsen, die zwei Seitenlappen umschließen die Säule röhrenförmig, der mittlere Lappen läuft in einer gebogenen Spitze aus. Auf der Lippe befindet sich ein Kallus. Die Säule ist gerade, an der Basis mit einer Verlängerung, an der die Lippe angewachsen ist („Säulen-Fuß“). Das Staubblatt sitzt terminal und ist gegenüber der Säulenachse hinabgebogen. Seitlich des Staubblatts befinden sich an der Säule zwei kleine Anhängsel. Die vier harten, gelben Pollinien sind über ein längliches Stielchen mit einem herzförmigen Haftorgan (Viscidium) verbunden.

## Ökologie
Die Pflanzenexemplare sind für Orchideen recht groß und wachsen meist terrestrisch oder lithophytisch, nur gelegentlich epiphytisch.
Die Anguloa-Arten werden von männlichen Prachtbienen (Euglossini) bestäubt. Durch das Gewicht der Insekten wird die gelenkig angebrachte Lippe aus dem Gleichgewicht gebracht und schwenkt gegen die Säule. Dort wird den Prachtbienen mittels des klebrigen Viscidiums die Pollinien an den Thorax geheftet bzw. schon an der Prachtbiene klebende Pollinien werden auf der Narbe platziert.

## Standorte
Sie wachsen an Felsen, Uferabbrüchen oder in feuchten Wäldern in Höhenlagen von 1500 bis 2500 Metern.

## Systematik und Verbreitung

### Taxonomie
Die Gattung Anguloa wurde 1794 durch Hipólito Ruiz López und José Antonio Pavón in Florae Peruvianae, et Chilensis Prodromus, sive Novorum generum plantarum Peruvianarum, et Chilensium descriptiones, et icones, Seite 118 aufgestellt. Der Gattungsname Anguloa ehrt den spanischen Bergbauingenieur und Politiker Francisco de Angulo (1756–1815).

### Äußere Systematik
Die Gattung Anguloa gehört zur Subtribus Lycastinae aus der Tribus Maxillarieae in der Unterfamilie Epidendroideae innerhalb der Familie Orchidaceae. Mit der Gattung Anguloa nahe verwandt ist die Gattung Lycaste.

### Arten, Varietäten sowie Hybriden und ihre Verbreitung
Die Arten der Gattung Anguloa kommen im nordwestlichen Südamerika von Venezuela über Kolumbien, Ecuador und Peru bis nach Bolivien vor.

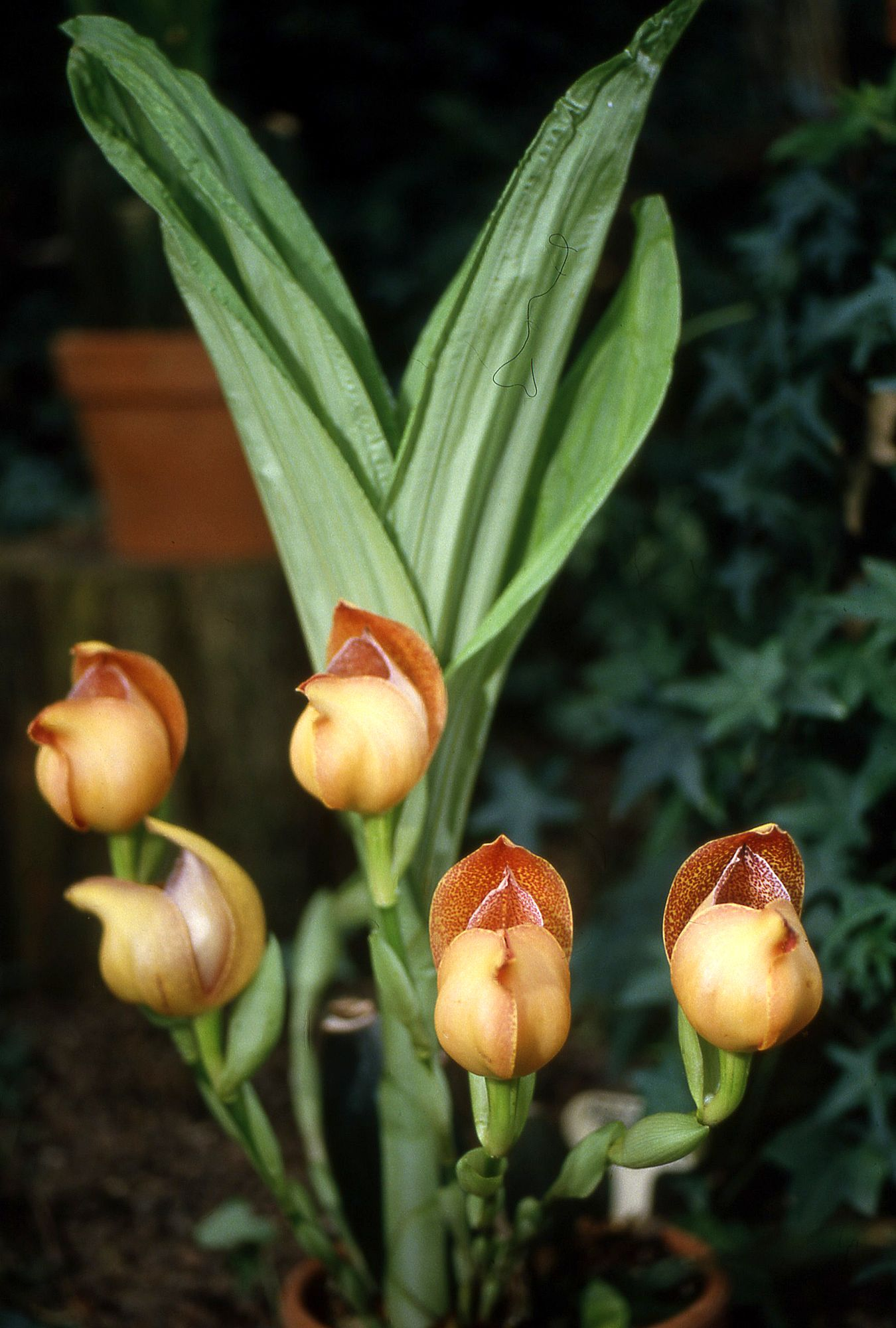
Habitus, Laubblätter und Blüten der Hybride Anguloa ×ruckeri

Je nach Autor gibt etwa neun Arten sowie einige Varietäten in der Gattung Anguloa:
- Anguloa brevilabris Rolfe: Sie kommt in Kolumbien und im nördlichen Peru vor.[2]
- Anguloa cliftonii Rolfe: Sie kommt in Kolumbien vor.[2]
- Anguloa clowesii Lindl.: Sie kommt in Kolumbien und Venezuela vor.[2]
- Anguloa dubia Rchb. f.: Sie kommt in Kolumbien vor.[2]
- Anguloa eburnea B.S.Williams: Sie kommt in Kolumbien, Peru und Ecuador vor.[2]
- Anguloa hohenlohii C.Morren: Es gibt seit 1999 zwei Varietäten:
  - Anguloa hohenlohii var. hohenlohii: Sie kommt in Kolumbien und im nordwestlichen Venezuela vor.[2]
  - Anguloa hohenlohii var. macroglossa (Schltr.) Oakeley: Sie kommt in Kolumbien vor.[2]
- Anguloa tognettiae Oakeley: Sie kommt in Kolumbien und im nordwestlichen Venezuela vor.[2]
- Anguloa uniflora Ruiz & Pav.: Sie kommt in Peru vor.[2]
- Anguloa virginalis Linden ex B.S.Williams: Es gibt seit 1999 zwei Varietäten:
  - Anguloa virginalis var. turneri Oakeley: Sie kommt in Kolumbien vor.[2]
  - Anguloa virginalis var. virginalis: Sie kommt in Venezuela, Kolumbien, Ecuador, Peru und Bolivien vor.[2]

Zudem gibt es einige natürlich vorkommende Hybriden:
- Anguloa ×rolfei Sander ex Rolfe: Sie kommt in Kolumbien vor und die Eltern sind Anguloa brevilabris × Anguloa cliftonii.
- Anguloa ×ruckeri Lindl.: Sie kommt in Venezuela vor und die Eltern sind Anguloa clowesii × Anguloa hohenlohii.
- Anguloa ×speciosa Linden: Sie kommt in Kolumbien vor und die Elternteile sind Anguloa tognettiae × Anguloa virginalis.

## Verwendung
Aufgrund der großen, farbigen Blüten sind einige Anguloa-Arten in Kultur zu finden. Sie stellen keine besonderen Ansprüche, sollten aber mehr als andere Orchideen gedüngt werden. Es gibt einige Sorten sowie Hybriden mit Lycaste-Arten.

## Bilder

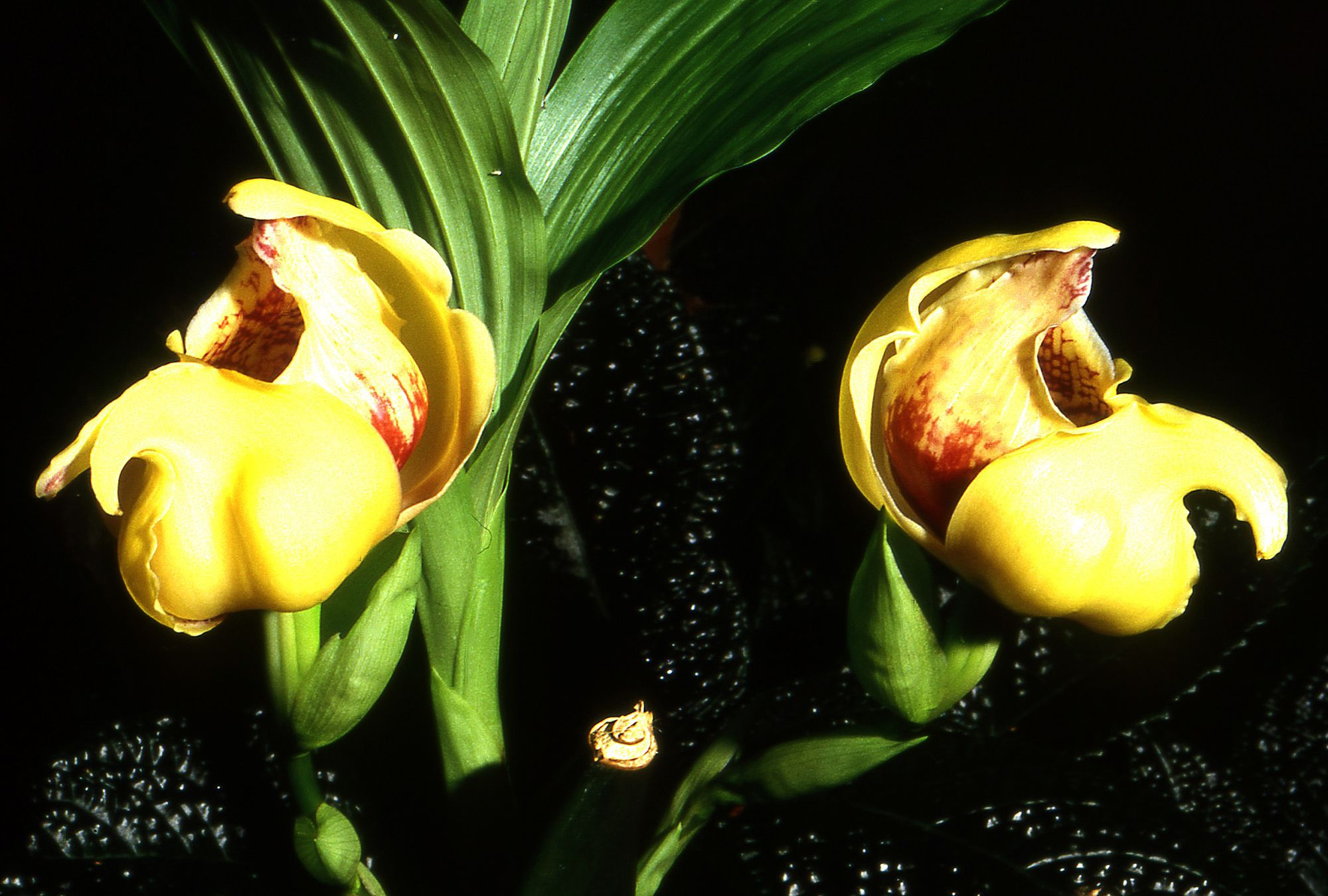
Anguloa brevilabris
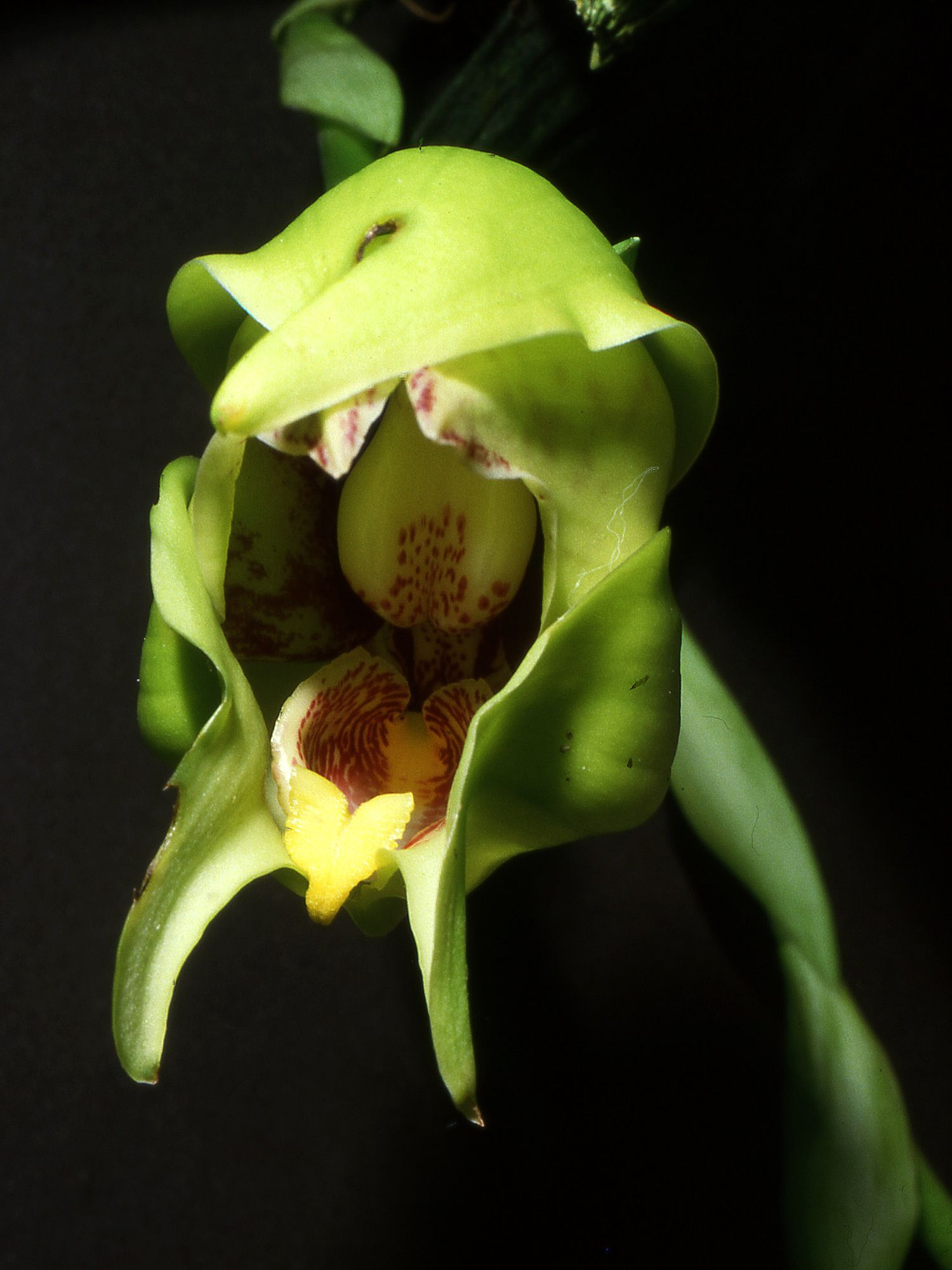
Anguloa cliftonii
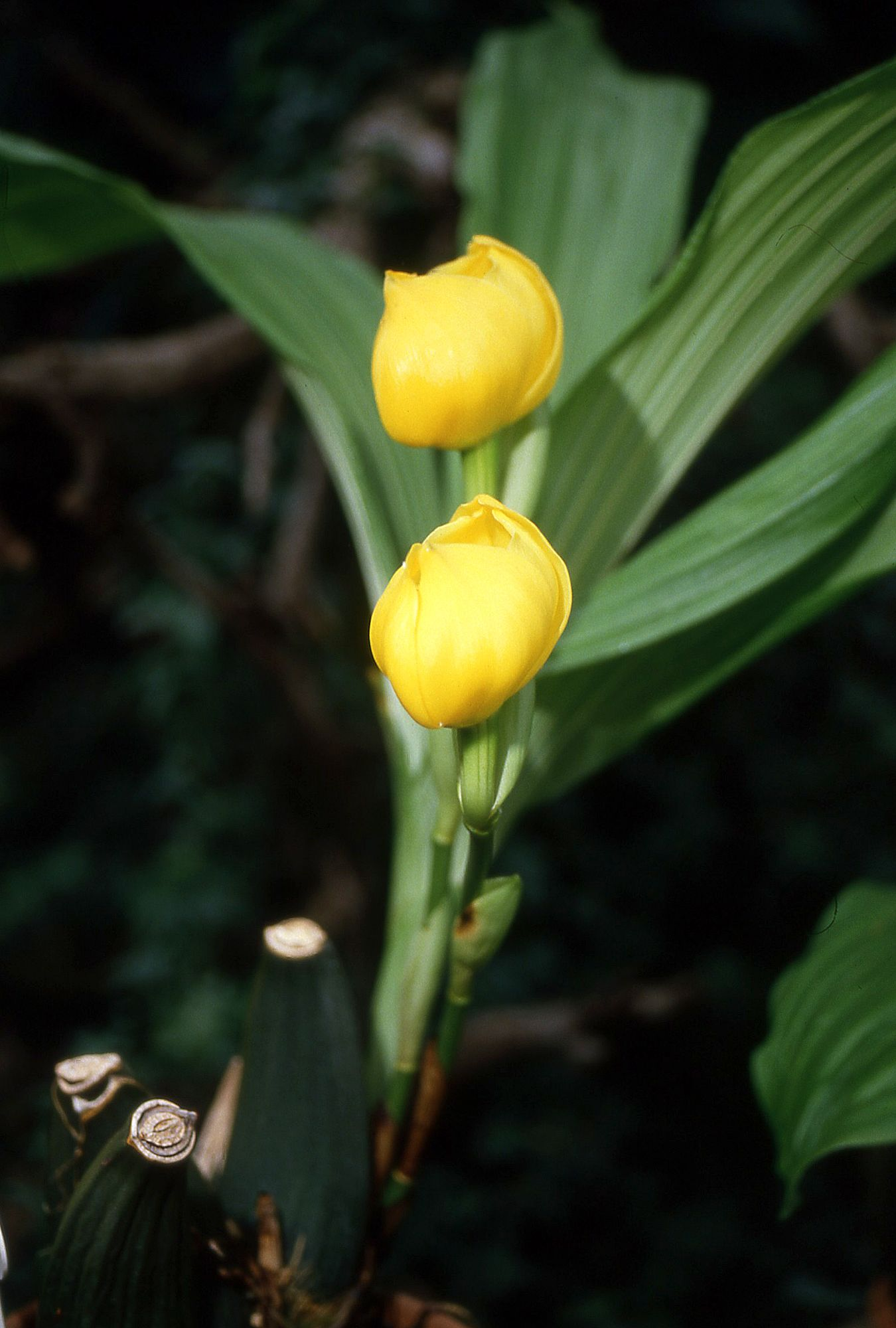
Anguloa clowesii
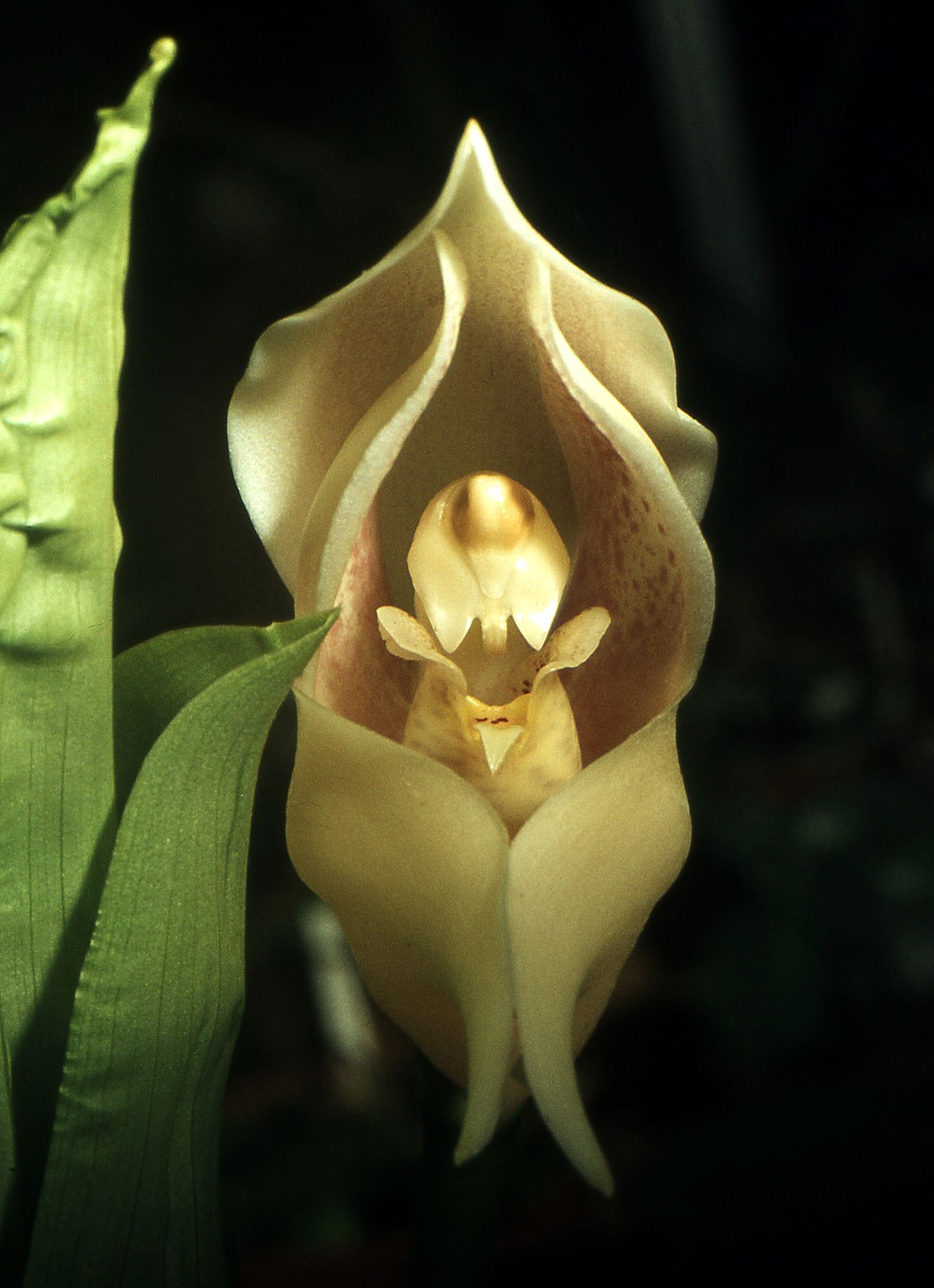
Anguloa uniflora
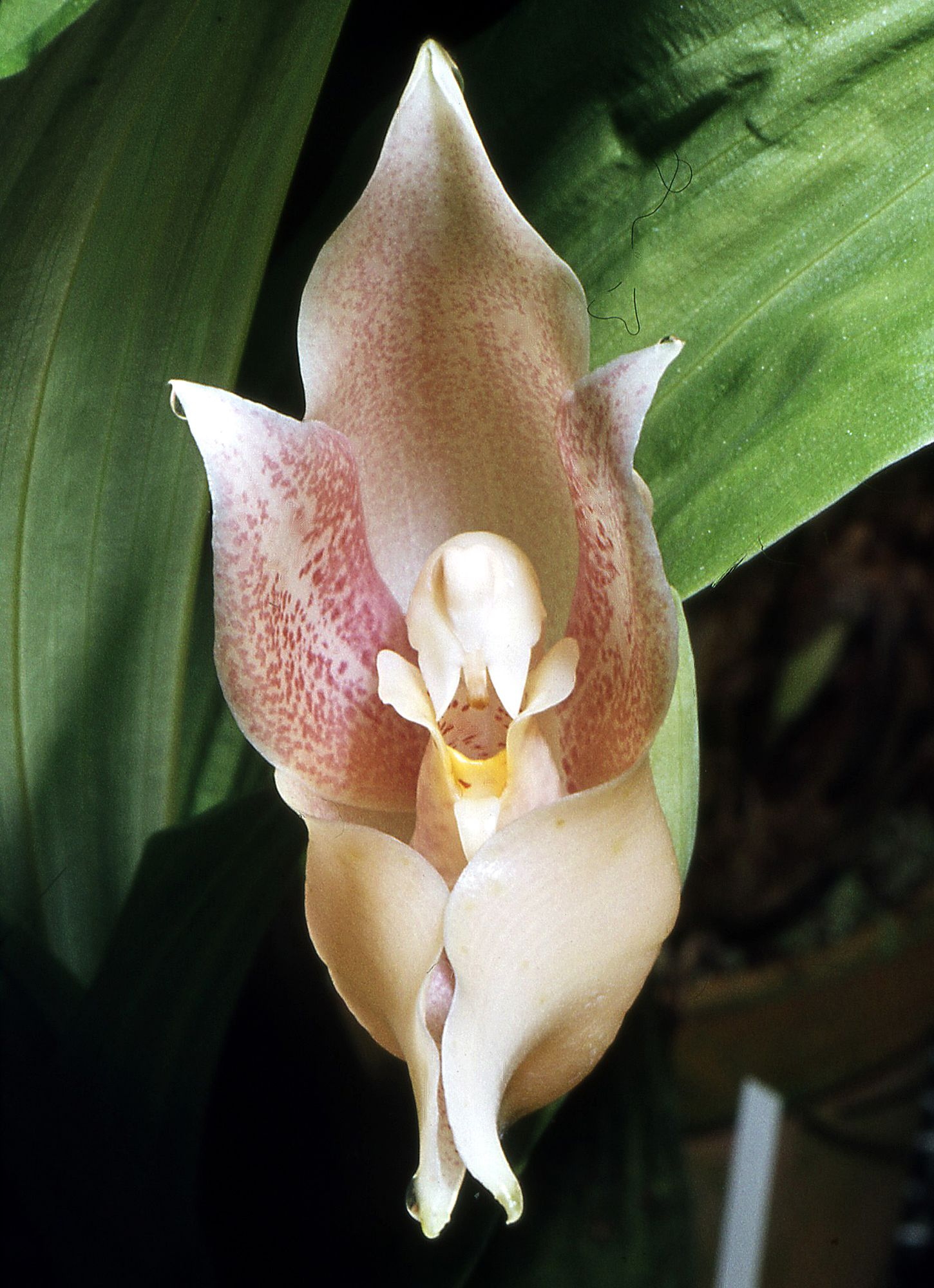
Anguloa virginalis